# Copestylum anna
Copestylum anna là một loài ruồi trong họ Ruồi giả ong (Syrphidae). Loài này được Williston mô tả khoa học đầu tiên năm 1887. Copestylum anna phân bố ở miền Tân bắc